# Origolestes
Origolestes is een geslacht van uitgestorven zoogdieren uit de Symmetrodonta. Dit dier leefde tijdens het Vroeg-Krijt in oostelijk Azië.

## Fossiele vondst
Origolestes is bekend van een zestal fossielen, waaronder vier bijna complete skeletten en een aantal zeer goed bewaard gebleven schedels. De vondsten zijn gedaan in Jehol-groep in de Volksrepubliek China en hebben een ouderdom van ongeveer 123 miljoen jaar. 

## Kenmerken
Origolestes had het formaat van een spitsmuis. De beentjes van het middenoor zijn volledig gescheiden van de onderkaak, zoals bij moderne zoogdieren en in tegenstelling tot vroegere zoogdieren.